# Figulus striatus
Figulus striatus es una especie de coleóptero de la familia Lucanidae.

## Distribución geográfica
Habita en Madagascar, isla Reunión, Seychelles y Mauricio.